# Solnisko (Gorce)

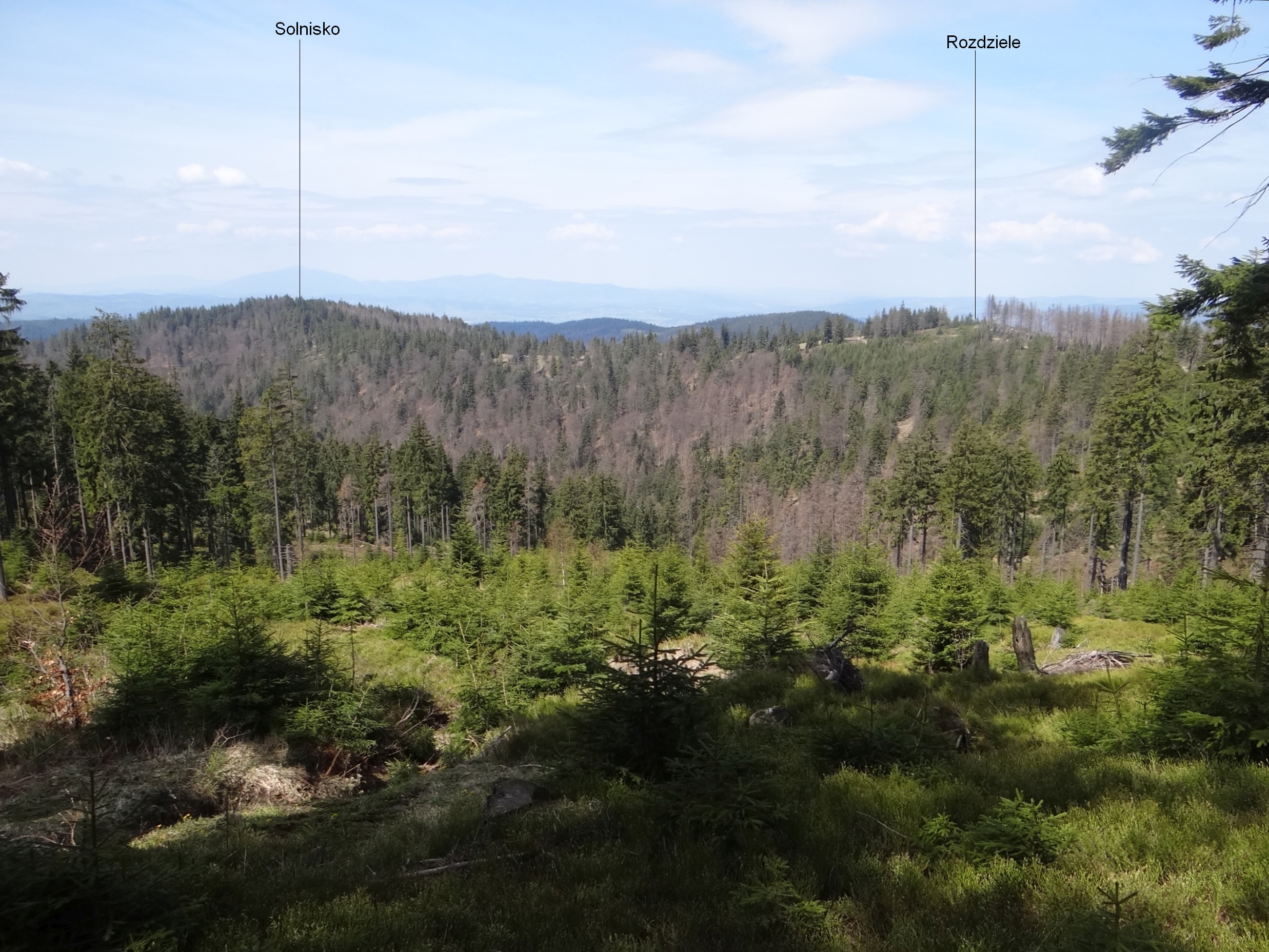
Widok od południowej strony na grzbiet Rozdziele – Solnisko i dolinę Lepietnicy

Solnisko (1183 m, 1181 m), Solisko – szczyt w Gorcach, wznoszący się nad miejscowością Obidowa. Znajduje się w krótkim bocznym grzbiecie, który odgałęzia się od wzniesienia Rozdziele i poprzez Solnisko i Średni Wierch biegnie w zachodnim kierunku. Grzbiet ten oddziela potok Lepietnica od jego dopływu – potoku Obidowiec.
Nazwa szczytu jest pochodzenia pasterskiego. Solniskami nazywano miejsca, w których wykładano sól dla wypasanego bydła czy owiec. Dawniej grzbiet i stoki Solniska były znacznie bardziej trawiaste. Polany w Gorcach były intensywnie użytkowane; wypasane, a niektóre koszone i siano z nich zwożono na dół. Pasterstwo jednak załamało się, użytkowanie trudno dostępnych i wysoko położonych polan stało się nieopłacalne. Pozostawione swojemu losowi polany stopniowo zarastają lasem. Na szczycie Solniska istnieje już tylko szczątkowa polana, na mapie Geoportalu w jego okolicy zaznaczone są jeszcze polany Studziarka, Podsolnisko i Pod Rozdziele, ale już zarosłe lasem. Istnieje jeszcze polana Kałużna pomiędzy Solniskiem i Średnim Wierchem.
Przez Solnisko nie prowadzi żaden znakowany szlak turystyczny, ale można na niego wyjść drogą leśną, która na Rozdzielu odgałęzia się od drogi prowadzącej ze Starych Wierchów na Turbacz. W 2015 r. oddano do użytku wiodącą przez Solnisko trasę narciarstwa biegowego Śladami olimpijczyków.
Solnisko znajduje się w granicach wsi Obidowa w województwie małopolskim, w powiecie nowotarskim, w gminie Nowy Targ.

## Szlak narciarski
Obidowa (leśniczówka) – dolina Lepietnicy – Podsolnisko – Nad Papiernią – Mała Polana – Nalewajki – Spalone – Gorzec – Średni Wierch – Kałużna – Solnisko – Rozdziele – Turbacz.